# Білі англосаксонські протестанти
Білі англосаксонські протестанти (англ. White Anglo-Saxon Protestant, найчастіше WASP) — акронім, популярне кліше в середині XX століття, термін, що позначав привілейоване походження. Абревіатура розшифровується як «представник європеоїдної раси, протестант англосаксонського походження». Має поширення переважно в країнах Північної Америки. Акронім, до зміни демографічної ситуації у зв'язку з імміграцією, був аналогічний поняттю «100% американець» — тобто представники більш заможних верств суспільства США, які раніше відігравали панівну роль у формуванні еліти американського політичного та економічного життя. До білих англосаксонських протестантів належать передусім нащадки іммігрантів першої хвилі XVII—XVIII століть часів британської колонізації (див. Американці англійського походження), які значною мірою сформували США, і певною мірою все ще здійснюють вирішальний вплив на деякі сфери життєдіяльності американського суспільства.

## Історія
Британська колонізація Північної Америки здійснювалася в гострій конкурентній боротьбі із провідними католицькими державами того часу — Францією та Іспанією, а також в умовах реформації в Британії, що й зумовило негативне ставлення до католиків серед британців і британських колоністів пуритан у США. Також Велика Британія повністю відкинула романські моделі гуманного ставлення до кольорового населення і проводила лінію жорстокої і безкомпромісної політики подвійних стандартів відносно до негрів-рабів і автохтонних індіанців.
Це, зі свого боку, визначило долю всіх небілих груп у складі населення США, які поступово були відсторонені від участі в управлінні країною. Інституційна дискримінація та расизм (див. Закони Джима Кроу) були свого роду гарантією того, що перші англомовні поселенці і їхні нащадки збережуть контроль над владою в країні в цілому, хоча їхня демографічна вага стає все менш і менш значною протягом XX і XXI століть. І якщо американці німецького походження і переселенці з німецьких країн поступово вливались в ряди еліти, то асиміляція італійських (див. італоамериканці), польських та ірландських іммігрантів була вже не такою гладкою, не кажучи вже про афроамериканців, латиноамериканців і особливо мексиканців, які, попри свою чисельну перевагу в деяких штатах і містах (наприклад, у штаті Нью-Мексико), слабо представлені в уряді і економіці.
Хоча групи різних меншин (расових, етномовних) становлять понад третину (35 %) населення США (2008 р., оцінка), перші 43 президенти країни були білими. Обраний в 2008 р. Барак Обама став першим кольоровим президентом США за всю історію країни і першим мулатом, що посів цю посаду в американському Білому Домі у Вашингтоні, де кольорове населення становить 70 %, зокрема афроамериканське близько 55 %. Причина обрання в 2008 — неоднозначне ставлення виборців до політики Джорджа Буша-молодшого, світськість Джона Маккейна — опонента Обами (цим Маккейн відштовхнув від себе релігійних виборців), відсутність відповідного для всіх республіканських фракцій лідера. Крім того, Обама був переобраний на президентський пост в 2012 році у зв'язку з віросповіданням його опонента-республіканця Мітта Ромні є мормоном (Обама — лютеранин/методист), а до цієї конфесійної групі, що виділяється в окрему від протестантів, дуже багато ставляться неприязно.

## Спосіб життя
Спосіб життя даної групи країни раніше характеризувався крайньою внутрішньокласовою замкнутістю, наслідуванням традицій і захоплень британської еліти. Серед БАСПів були популярні закриті приватні клуби, у які зазвичай не приймали чорних, кольорових, юдеїв і католиків (приватні заклади в США мають право дискримінувати); діти відвідували закриті приватні навчальні заклади або британські вузи. Їхніми типовими захопленнями були: гольф, теніс, бадмінтон, верхова їзда, поло і яхти. Наразі внаслідок асимиляційних процесів, інтеграція в американську націю, міжетнічні бар'єри в США сильно розмиті, і БАСПи вже не є привілейованою або окремою групою населення, особливо в Нью-Йорку, де становлять близько 46 % населення (білі латиноамериканці — 10 %). У Маямі вони становлять лише 12 % з 72 % білих, решта — кубинці, проте їхня частка швидко збільшується. Абсолютно переважають у центрі і на заході країни (крім Каліфорнії). Попри це, багато стереотипів сприйняття цієї групи зберігаються. Дуже сильні традиційні цінності, особливо у жителів Півдня — їхній захист обумовлений сильними атеофобією, гомофобією, неприйняттям фемінізму і зростаючим прагненням до сепаратизму (як і в простому народі, так це і доходить аж до політиків, включаючи екс-сенатора Джессі Хелмса).